# 松尾敬吾
松尾 敬吾（まつお けいご、1859年10月26日（安政6年10月1日） - 1921年（大正10年）2月1日）は熊本バンドの一人である。
肥後国八代に生まれる。熊本洋学校時代に1876年1月30日に花岡山の奉教の誓いに加わる。
1876年9月に同志社英学校に入学する。1878年4月14日に大西祝、大久保真次郎と共に洗礼を受けて西京第二公会に入会する。金森通倫と徳富猪一郎、上原方立と同じ教会員になる。
1881年同志社英学校を卒業し、神学科に進んで、1884年に神学科を卒業する。同志社卒業後に、沢山保羅が始めた岸和田伝道の定住伝道師になり、伝道地を貝塚、佐野に広めて、1885年岸和田教会を創設する。
1885年に医学研修のために伝道師を辞める。以後、滋賀県立彦根中学校の英語教員になり、1911年より、1918年まで県立八代高等女学校の校長に就任する。